# Монолит

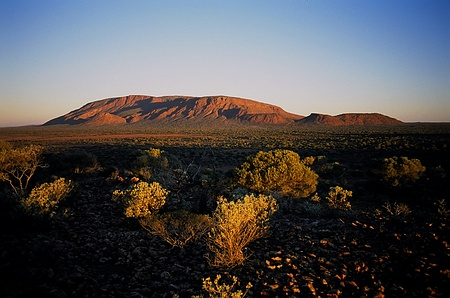
Гора Огастус, предположительно крупнейший монолит на планете.

Моноли́т (лат. monolithus от др.-греч. μονος — «один» и λῐθος — «камень») — геологическое образование, представляющее собой цельную каменную глыбу. Монолиты, как правило, состоят из более твёрдых пород, поэтому часто эрозия со временем обнажает их в отдельные геоморфологические образования. 
Также монолитами называют высеченные из цельного камня сооружения или его части, например, памятники..

## Список крупнейших природных монолитов
- Гора Огастус, западная Австралия
- Монолит Бен-Амера, Мавритания
- Стоун-маунтин, США, штат Джорджия
- Улуру (Айерс-рок), центральная Австралия
- Эль-Капитан, национальный парк Йосемити, США, штат Калифорния
- Скала Моро, национальный парк Секвойя, США, штат Калифорния
- Гора Сахарная голова, Бразилия
- Пенья-де-Берналь, Мексика

## Монолиты в карьерах
| Изображение | Название                 | Масса в тоннах | Тип     | Место                    | Строитель      | Примечание                                                |  |
| ----------- | ------------------------ | -------------- | ------- | ------------------------ | -------------- | --------------------------------------------------------- |  |
|             | Монолит в карьере Яншань | 16250          | Блок    | Нанкин (Китай)           | Династия Мин   | длина — 30,35 м, ширина — 13 м, высота — 16 м             |  |
|             | Безымянный монолит       | 1242           | Блок    | Баальбек (Ливан)         | Древний Рим    | длина — 19,5-20,5 м, ширина — 4,34-56 м, высота — 4,5 м   |  |
|             | Незаконченный обелиск    | 1100           | Обелиск | Асуан (Египет)           | Древний Египет | длина — 41,75 м, ширина — 2,5-4,4 м                       |  |
|             | Южный камень             | 1000,15        | Блок    | Баальбек (Ливан)         | Древний Рим    | длина — 20,31-76 м, ширина — 4-5,29 м, высота — 4,21-32 м |  |
|             | Гранитная колонна        | 207            | Колонна | Монс Клаудианус (Египет) | Древний Рим    | длина — 17,1 м                                            |  |

## Перемещенные человеком монолиты
| Изображение                                                 | Название                 | Масса в тоннах                               | Тип        | Место                    | Строитель          | Примечание |
| ----------------------------------------------------------- | ------------------------ | -------------------------------------------- | ---------- | ------------------------ | ------------------ | --- |
| Der Donnerstein, darauf das Reiterdenkmal Peters des Großen | Гром-камень              | 1250 (в первоначальном виде около 2000 тонн) | постамент  | Санкт-Петербург (Россия) | Российская империя | 8 км до места погрузки на корабль, всего около 15 км по прямой, около 4 месяцев, 1769—1770 годы.                             |
| Kolossalstatue des Ramses II.                               | Рамессеум                | 1000                                         | Статуя     | Фивы (Египет)            | Древний Египет     | 270 км на корабле из Асуана                                                                                                  |
|                                                             | Трилитон                 | 800                                          | Три блока  | Баальбек (Ливан)         | Древний Рим        | Фундамент Храма в Баальбеке                                                                                                  |
| Memnonkolosse                                               | Колоссы Мемнона          | 700 каждый                                   | Две статуи | Фивы (Египет)            | Древний Египет     | |
| Alexandersäule auf Palastplatz                              | Александровская колонна  | 600                                          | Фуст       | Санкт-Петербург (Россия) | Российская империя | 1834 год. Высота монолита 25,6 м.                                                                                            |
| 'Western Stone'                                             | Западный камень          | 550-600                                      | Baustein   | Иерусалим (Израиль)      |                    | Стена плача |
|                                                             | Основание под Трилитоном | 350                                          | Блок       | Баальбек (Ливан)         | Древний Рим        | Фундамент Храма в Баальбеке                                                                                                  |
| Pompeiussäule                                               | Помпеева колонна         | 285                                          | Фуст       | Александрия (Египет)     | Древний Рим        | Сооружена в честь императора Диоклетиана префектом Элием Публием в 297 году.Тело колонны в высоту 20,46 м, диаметром 2,71 м. |
| Mausoleum des Theoderich                                    | Мавзолей Теодориха       | 230                                          | Купол      | Равенна (Италия)         | Готы               | |

## Монолиты, установленные вертикально
| Изображение                    | Название                                    | Масса в тоннах | Высоты в метрах | Тип     | Место                    | Строитель          | Примечание                                                                 |
| ------------------------------ | ------------------------------------------- | -------------- | --------------- | ------- | ------------------------ | ------------------ | -------------------------------------------------------------------------- |
| Alexandersäule auf Palastplatz | Александровская колонна                     | 600            | 25,6            | Фуст    | Санкт-Петербург (Россия) | Российская империя | 1834 год                                                                   |
| Vatikan-Obelisk                | Обелиск на площади святого Петра в Ватикане | 361            | 25.5            | Обелиск | Рим (Италия)             | Сикст V            | Перенесенный и установленный под руководством Доменико Фонтана в 1586 году |

## Монолиты, поднятые на большую высоту
| Изображение | Название         | Масса в тоннах | Высота | Тип      | Место            | Примечание  |  |
| --- | ---------------- | -------------- | ------ | -------- | ---------------- | ----------- |  |
| | Храм в Баальбеке | 108            | 19 м   | Карниз   | Баальбек (Ливан) | Древний Рим |  |
| | Храм в Баальбеке | 63             | 19 м   | Архитрав | Баальбек (Ливан) | Древний Рим |  |
| Oberes Ende der Trajanssäule. Das Kapitell ist der auskragende, rechteckige Stein mit der Metallbrüstung, unweit der Spitze. | Колонна Траяна   | 53,3           | ~34 м  | Капитель | Рим (Италия)     | Древний Рим |  |